# Élections législatives de 1997 dans l'Essonne
Les élections législatives françaises de 1997 se sont déroulées les 25 mai et 1er juin 1997.
Dans le département de l'Essonne, dix députés étaient à élire dans dix circonscriptions.
Les élections législatives de 1997 sont convoquées en raison de la dissolution de l’Assemblée nationale décidée par le président de la République Jacques Chirac et est la première qui vit l’application du décret no 96-250 portant majoration du plafond des dépenses électorales pour l’élection des députés.

## Élus
| Circonscription | Député sortant                                | Parti | Parti    | Député élu ou réélu   | Parti | Parti    |
| --------------- | --------------------------------------------- | ----- | -------- | --------------------- | ----- | -------- |
| 1re             | Jacques Guyard                                |       | PS       | Jacques Guyard        |       | PS       |
| 2e              | Franck Marlin                                 |       | RPR      | Franck Marlin         |       | RPR      |
| 3e              | Geneviève Colot suppléante de Jean de Boishue |       | RPR      | Yves Tavernier        |       | PS       |
| 4e              | Pierre-André Wiltzer                          |       | UDF (AD) | Pierre-André Wiltzer  |       | UDF (AD) |
| 5e              | Jean-Marc Salinier                            |       | PS       | Pierre Lasbordes      |       | RPR      |
| 6e              | Odile Moirin                                  |       | RPR      | François Lamy         |       | PS       |
| 7e              | Jean Marsaudon                                |       | RPR      | Jean Marsaudon        |       | RPR      |
| 8e              | Michel Berson                                 |       | PS       | Nicolas Dupont-Aignan |       | RPR      |
| 9e              | Georges Tron                                  |       | RPR      | Georges Tron          |       | RPR      |
| 10e             | Julien Dray                                   |       | PS       | Julien Dray           |       | PS       |

## Résultats

### Analyse
À l’issue du scrutin, le rapport de force départemental resta inchangé, le Parti socialiste perdit un siège mais en gagna un autre, l’Union pour la démocratie française conserva son seul siège et le Rassemblement pour la République perdit un siège mais en gagna un autre soit quatre députés de gauche et six députés de droite.

### Résultats à l’échelle du département
Répartition départementale des résultats (2e tour).
- RPR (37,46 %)
- UDF (12,87 %)
- PS (47,32 %)
- FN (2,35 %)

| Parti          | Parti                              | Premier tour | Premier tour | Second tour | Second tour | Sièges |
| Parti          | Parti                              | Voix         | %            | Voix        | %           | Sièges |
| -------------- | ---------------------------------- | ------------ | ------------ | ----------- | ----------- | ------ |
|                | Parti socialiste                   | 117 547      | 27,11        | 209 478     | 47,32       | 4      |
|                | Parti communiste français          | 40 457       | 9,33         |             |             | 0      |
|                | Les Verts                          | 10 737       | 2,48         | 0           |             |        |
|                | Divers gauche                      | 8 125        | 1,7          | 0           |             |        |
|                | Mouvement des citoyens             | 5 036        | 1,16         | 0           |             |        |
|                | Gauche plurielle                   | 181 902      | 41,95        | 209 478     | 47,32       | 4      |
|                |                                    |              |              |             |             |        |
|                | Rassemblement pour la République   | 94 714       | 21,84        | 165 801     | 37,46       | 5      |
|                | Union pour la démocratie française | 29 101       | 6,71         | 56 969      | 12,87       | 1      |
|                | La Droite indépendante             | 16 138       | 3,72         |             |             | 0      |
|                | Divers droite                      | 136          | 0,03         | 0           |             |        |
|                | Droite parlementaire               | 140 089      | 32,30        | 222 770     | 50,33       | 6      |
|                |                                    |              |              |             |             |        |
|                | Front national                     | 67 580       | 15,59        | 10 392      | 2,35        | 0      |
|                | Extrême gauche dont LO, SÉGA et PT | 22 395       | 5,16         |             |             | 0      |
|                | Divers écologiste dont MÉI et GÉ   | 19 793       | 4,56         | 0           |             |        |
|                | Divers dont PLN                    | 1 843        | 0,43         | 0           |             |        |
|                |                                    |              |              |             |             |        |
| Inscrits       | Inscrits                           | 674 200      | 100,00       | 674 129     | 100,00      | 10     |
| Abstentions    | Abstentions                        | 221 973      | 32,92        | 197 427     | 29,29       |        |
| Votants        | Votants                            | 452 227      | 67,08        | 476 702     | 70,71       |        |
| Blancs et nuls | Blancs et nuls                     | 18 625       | 4,12         | 34 062      | 7,15        |        |
| Exprimés       | Exprimés                           | 433 602      | 95,88        | 442 640     | 92,85       |        |

### Résultats par circonscription

#### Première circonscription (Évry - Corbeil-Essonnes)
| Candidat                     | Candidat                     | Parti                   | Premier tour | Premier tour | Second tour | Second tour |  |
| Candidat                     | Candidat                     | Parti                   | Voix         | %            | Voix        | %           |  |
| ---------------------------- | ---------------------------- | ----------------------- | ------------ | ------------ | ----------- | ----------- |  |
|                              | Jacques Guyard sortant réélu | PS                      | 10 429       | 28,09        | 21 620      | 57,03       |  |
|                              | François Zambrowski          | UDF (PR)                | 7 802        | 21,01        | 16 289      | 42,97       |  |
|                              | Jacques Olivier              | FN                      | 7 159        | 19,28        |             |             |  |
|                              | Bruno Piriou                 | PCF                     | 3 977        | 10,71        |             |             |  |
|                              | Jacques Picard               | Les Verts               | 2 177        | 5,86         |             |             |  |
|                              | Maurice Riou                 | LDI (MPF)               | 1 344        | 3,62         |             |             |  |
|                              | Yves Thoraval                | Extrême gauche (LO)     | 1 067        | 2,87         |             |             |  |
|                              | Joël Roret                   | Divers écologiste (GÉ)  | 765          | 2,06         |             |             |  |
|                              | Armelle Brault               | Divers gauche           | 529          | 1,42         |             |             |  |
|                              | Nadine Plisson               | Divers écologiste       | 488          | 1,31         |             |             |  |
|                              | Michèle Fédérak              | Extrême gauche (LCR)    | 472          | 1,27         |             |             |  |
|                              | Daniel Fievet                | Divers écologiste (MÉI) | 401          | 1,08         |             |             |  |
|                              | Colette Lacote               | Extrême gauche (PT)     | 292          | 0,79         |             |             |  |
|                              | Hervé Martenot               | Divers gauche (IR)      | 201          | 0,54         |             |             |  |
|                              | Christian Lauzin             | Divers (PLN)            | 30           | 0,08         |             |             |  |
|                              | Rémi Kerdiles                | Divers                  | 0            | 0,00         |             |             |  |
|                              |                              |                         |              |              |             |             |  |
| Inscrits                     | Inscrits                     | Inscrits                | 60 223       | 100,00       | 60 214      | 100,00      |  |
| Abstentions                  | Abstentions                  | Abstentions             | 21 542       | 35,77        | 19 617      | 32,58       |  |
| Votants                      | Votants                      | Votants                 | 38 681       | 64,23        | 40 597      | 67,42       |  |
| Blancs et nuls               | Blancs et nuls               | Blancs et nuls          | 1 548        | 4            | 2 688       | 6,62        |  |
| Exprimés                     | Exprimés                     | Exprimés                | 37 133       | 96           | 37 909      | 93,38       |  |
| Source : Assemblée nationale |                              |                         |              |              |             |             |  |

#### Deuxième circonscription (Étampes)
| Candidat                     | Candidat                    | Parti             | Premier tour | Premier tour | Second tour | Second tour |  |
| Candidat                     | Candidat                    | Parti             | Voix         | %            | Voix        | %           |  |
| ---------------------------- | --------------------------- | ----------------- | ------------ | ------------ | ----------- | ----------- |  |
|                              | Franck Marlin sortant réélu | app. RPR          | 14 670       | 31,33        | 27 019      | 72,22       |  |
|                              | Hubert de Mesmay            | FN                | 8 660        | 18,49        | 10 392      | 27,78       |  |
|                              | Élisabeth Doussain          | diss. PS          | 8 480        | 18,11        |             |             |  |
|                              | Gérard Lefranc              | PCF               | 5 571        | 11,90        |             |             |  |
|                              | Alain Coste                 | Les Verts         | 2 363        | 5,05         |             |             |  |
|                              | Marie-Claire Guillerault    | LDI (MPF)         | 1 781        | 3,80         |             |             |  |
|                              | Béatrice Wauquier           | GÉ                | 1 381        | 2,95         |             |             |  |
|                              | Dominique Bazinet           | LO                | 1 276        | 2,72         |             |             |  |
|                              | Pierre Mourot               | Divers écologiste | 872          | 1,86         |             |             |  |
|                              | Pierre Guilloton            | MDC               | 706          | 1,51         |             |             |  |
|                              | Vincent Lévy                | Divers gauche     | 464          | 0,99         |             |             |  |
|                              | Michel Mayen                | PT                | 312          | 0,67         |             |             |  |
|                              | Jean-Claude Ramos           | IR                | 190          | 0,41         |             |             |  |
|                              | Michel Hervois              | Sans étiquette    | 100          | 0,21         |             |             |  |
|                              | Nachide Kaddeche            | Divers            | 0            | 0,00         |             |             |  |
|                              |                             |                   |              |              |             |             |  |
| Inscrits                     | Inscrits                    | Inscrits          | 71 857       | 100,00       | 71 844      | 100,00      |  |
| Abstentions                  | Abstentions                 | Abstentions       | 22 490       | 31,3         | 23 378      | 32,54       |  |
| Votants                      | Votants                     | Votants           | 49 367       | 68,7         | 48 466      | 67,46       |  |
| Blancs et nuls               | Blancs et nuls              | Blancs et nuls    | 2 541        | 5,15         | 11 055      | 22,81       |  |
| Exprimés                     | Exprimés                    | Exprimés          | 46 826       | 94,85        | 37 411      | 77,19       |  |
| Source : Assemblée nationale |                             |                   |              |              |             |             |  |

#### Troisième circonscription (Brétigny-sur-Orge)
| Candidat                     | Candidat           | Parti                 | Premier tour | Premier tour | Second tour | Second tour |  |
| Candidat                     | Candidat           | Parti                 | Voix         | %            | Voix        | %           |  |
| ---------------------------- | ------------------ | --------------------- | ------------ | ------------ | ----------- | ----------- |  |
|                              | Jean de Boishue    | RPR                   | 15 229       | 28,31        | 26 888      | 47,42       |  |
|                              | Yves Tavernier élu | PS                    | 14 822       | 27,56        | 29 816      | 52,58       |  |
|                              | François Salanie   | FN                    | 8 517        | 15,83        |             |             |  |
|                              | Philippe Camo      | PCF                   | 4 387        | 8,16         |             |             |  |
|                              | Gérard Deletraz    | LDI (MPF)             | 1 830        | 3,40         |             |             |  |
|                              | Sylvie Lironcourt  | LO                    | 1 793        | 3,33         |             |             |  |
|                              | Christophe Lepage  | MDC                   | 1 732        | 3,22         |             |             |  |
|                              | Thierry Berichvili | Extrême gauche (SÉGA) | 1 619        | 3,01         |             |             |  |
|                              | Akim Ali           | GÉ                    | 1 388        | 2,58         |             |             |  |
|                              | Renaud Sicard      | MÉI                   | 923          | 1,72         |             |             |  |
|                              | Yannick Dabrowski  | Divers gauche (4J)    | 786          | 1,46         |             |             |  |
|                              | Jeanne Bordelet    | LCR                   | 528          | 0,98         |             |             |  |
|                              | Jean-Pierre Vialle | Divers gauche (IR)    | 232          | 0,43         |             |             |  |
|                              | Françoise Aloughi  | Divers                | 0            | 0,00         |             |             |  |
|                              |                    |                       |              |              |             |             |  |
| Inscrits                     | Inscrits           | Inscrits              | 81 784       | 100,00       | 81 778      | 100,00      |  |
| Abstentions                  | Abstentions        | Abstentions           | 25 291       | 30,92        | 21 695      | 26,53       |  |
| Votants                      | Votants            | Votants               | 56 493       | 69,08        | 60 083      | 73,47       |  |
| Blancs et nuls               | Blancs et nuls     | Blancs et nuls        | 2 707        | 4,79         | 3 379       | 5,62        |  |
| Exprimés                     | Exprimés           | Exprimés              | 53 786       | 95,21        | 56 704      | 94,38       |  |
| Source : Assemblée nationale |                    |                       |              |              |             |             |  |

#### Quatrième circonscription (Longjumeau)
| Candidat                     | Candidat                           | Parti                 | Premier tour | Premier tour | Second tour | Second tour |  |
| Candidat                     | Candidat                           | Parti                 | Voix         | %            | Voix        | %           |  |
| ---------------------------- | ---------------------------------- | --------------------- | ------------ | ------------ | ----------- | ----------- |  |
|                              | Pierre-André Wiltzer sortant réélu | UDF (AD)              | 13 460       | 28,34        | 25 998      | 52,14       |  |
|                              | Philippe Schmit                    | PS                    | 11 465       | 24,14        | 23 860      | 47,86       |  |
|                              | Gilles Mabire                      | FN                    | 6 434        | 13,55        |             |             |  |
|                              | Gérard Nevers                      | LDI (MPF)             | 3 849        | 8,10         |             |             |  |
|                              | Sylvie Mayer                       | PCF                   | 3 216        | 6,77         |             |             |  |
|                              | Roland Mérieux                     | Extrême gauche (SÉGA) | 1 742        | 3,67         |             |             |  |
|                              | Paul Loridant                      | MDC                   | 1 685        | 3,55         |             |             |  |
|                              | Vincenzo de Matteis                | GÉ                    | 1 531        | 3,22         |             |             |  |
|                              | Michel Turmel                      | LO                    | 1 415        | 2,98         |             |             |  |
|                              | Michel Mombrun                     | Divers écologiste     | 1 351        | 2,84         |             |             |  |
|                              | Éric Richard                       | Divers gauche (US4J)  | 723          | 1,52         |             |             |  |
|                              | Alain Veysset                      | Extrême gauche (PT)   | 349          | 0,73         |             |             |  |
|                              | Maryvonne Senet                    | Divers gauche (IR)    | 271          | 0,57         |             |             |  |
|                              | Michel Tambia                      | Divers                | 1            | 0,00         |             |             |  |
|                              |                                    |                       |              |              |             |             |  |
| Inscrits                     | Inscrits                           | Inscrits              | 71 973       | 100,00       | 71 954      | 100,00      |  |
| Abstentions                  | Abstentions                        | Abstentions           | 22 254       | 30,92        | 18 960      | 26,35       |  |
| Votants                      | Votants                            | Votants               | 49 719       | 69,08        | 52 994      | 73,65       |  |
| Blancs et nuls               | Blancs et nuls                     | Blancs et nuls        | 2 227        | 4,48         | 3 136       | 5,92        |  |
| Exprimés                     | Exprimés                           | Exprimés              | 47 492       | 95,52        | 49 858      | 94,08       |  |
| Source : Assemblée nationale |                                    |                       |              |              |             |             |  |

#### Cinquième circonscription (Les Ulis)
| Candidat       | Candidat                       | Parti                | Premier tour | Premier tour | Second tour | Second tour |  |
| Candidat       | Candidat                       | Parti                | Voix         | %            | Voix        | %           |  |
| -------------- | ------------------------------ | -------------------- | ------------ | ------------ | ----------- | ----------- |  |
|                | Pierre Lasbordes élu           | RPR                  | 13 534       | 33,36        | 21 605      | 50,14       |  |
|                | Jean-Marc Salinier sortant     | PS                   | 12 357       | 30,46        | 21 487      | 49,86       |  |
|                | Jean Lyssandre                 | FN                   | 3 834        | 9,45         |             |             |  |
|                | Dominique Crozat               | PCF                  | 2 702        | 6,66         |             |             |  |
|                | Anne d'Espinose de Lacaillerie | GÉ                   | 1 673        | 4,12         |             |             |  |
|                | Claude-Thomas Collombier       | Divers écologiste    | 1 663        | 4,1          |             |             |  |
|                | Vincent Pedoia                 | LDI (MPF)            | 1 375        | 3,39         |             |             |  |
|                | Nicole Poupinot                | LO                   | 1 136        | 2,8          |             |             |  |
|                | François Silva                 | Divers gauche (US4J) | 825          | 2,03         |             |             |  |
|                | Pierre Lemans                  | MÉI                  | 720          | 1,77         |             |             |  |
|                | David Bodet                    | LCR                  | 407          | 1            |             |             |  |
|                | Georges Bachellerie            | PT                   | 285          | 0,7          |             |             |  |
|                | Philippe Couturier             | PLN                  | 59           | 0,15         |             |             |  |
|                | Patrice Dumesnil               | Divers               | 0            | 0            |             |             |  |
|                |                                |                      |              |              |             |             |  |
| Inscrits       | Inscrits                       | Inscrits             | 61 581       | 100,00       | 61 591      | 100,00      |  |
| Abstentions    | Abstentions                    | Abstentions          | 19 520       | 31,7         | 16 583      | 26,92       |  |
| Votants        | Votants                        | Votants              | 42 061       | 68,3         | 45 008      | 73,08       |  |
| Blancs et nuls | Blancs et nuls                 | Blancs et nuls       | 1 491        | 3,54         | 1 916       | 4,26        |  |
| Exprimés       | Exprimés                       | Exprimés             | 40 570       | 96,46        | 43 092      | 95,74       |  |

#### Sixième circonscription (Massy)
| Candidat       | Candidat              | Parti          | Premier tour | Premier tour | Second tour | Second tour |  |
| Candidat       | Candidat              | Parti          | Voix         | %            | Voix        | %           |  |
| -------------- | --------------------- | -------------- | ------------ | ------------ | ----------- | ----------- |  |
|                | Odile Moirin sortante | RPR            | 12 180       | 28,18        | 21 505      | 46,88       |  |
|                | François Lamy élu     | PS             | 12 074       | 27,93        | 24 364      | 53,12       |  |
|                | Roger Douce           | FN             | 5 926        | 13,71        |             |             |  |
|                | Serge Guichard        | PCF            | 3 810        | 8,81         |             |             |  |
|                | Guy Bonneau           | Les Verts      | 2 358        | 5,46         |             |             |  |
|                | Didier Leboiteux      | LDI (MPF)      | 1 348        | 3,12         |             |             |  |
|                | Jacques Mazars        | LO             | 1 213        | 2,81         |             |             |  |
|                | Josiane Rouland       | GÉ             | 1 137        | 2,63         |             |             |  |
|                | Monique Duboue        | MDC            | 913          | 2,11         |             |             |  |
|                | Stéphane Pocrain      | Divers         | 832          | 1,92         |             |             |  |
|                | Pierre Roux           | Divers gauche  | 643          | 1,49         |             |             |  |
|                | Anne Duceux           | LCR            | 502          | 1,16         |             |             |  |
|                | Marc Sauterey         | PT             | 290          | 0,67         |             |             |  |
|                |                       |                |              |              |             |             |  |
| Inscrits       | Inscrits              | Inscrits       | 67 629       | 100,00       | 67 629      | 100,00      |  |
| Abstentions    | Abstentions           | Abstentions    | 22 805       | 33,72        | 19 446      | 28,75       |  |
| Votants        | Votants               | Votants        | 44 824       | 66,28        | 48 183      | 71,25       |  |
| Blancs et nuls | Blancs et nuls        | Blancs et nuls | 1 598        | 3,57         | 2 314       | 4,8         |  |
| Exprimés       | Exprimés              | Exprimés       | 43 226       | 96,43        | 45 869      | 95,2        |  |

#### Septième circonscription (Savigny-sur-Orge)
| Candidat       | Candidat                     | Parti          | Premier tour | Premier tour | Second tour | Second tour |  |
| Candidat       | Candidat                     | Parti          | Voix         | %            | Voix        | %           |  |
| -------------- | ---------------------------- | -------------- | ------------ | ------------ | ----------- | ----------- |  |
|                | Marie-Noëlle Lienemann       | PS             | 13 158       | 30,4         | 22 647      | 49,57       |  |
|                | Jean Marsaudon sortant réélu | RPR            | 12 981       | 29,99        | 23 036      | 50,43       |  |
|                | Pascal Delmas                | FN             | 7 292        | 16,85        |             |             |  |
|                | Jean-Michel Leterrier        | PCF            | 3 363        | 7,77         |             |             |  |
|                | Jean-Jacques Campini         | LO             | 1 220        | 2,82         |             |             |  |
|                | Jacques Arlotto              | LDI (MPF)      | 1 171        | 2,71         |             |             |  |
|                | François Bénetin             | GÉ             | 1 097        | 2,53         |             |             |  |
|                | Alain Roch                   | SÉGA           | 1 020        | 2,36         |             |             |  |
|                | Philippe Le Pont             | MÉI            | 703          | 1,62         |             |             |  |
|                | Nicolas Revel                | Divers         | 566          | 1,31         |             |             |  |
|                | Laurent Guedj                | US4J           | 428          | 0,99         |             |             |  |
|                | Jean Estivill                | IR             | 266          | 0,61         |             |             |  |
|                | Renée Drougard               | Divers droite  | 21           | 0,05         |             |             |  |
|                | Christian Huot               | GÉ             | 0            | 0            |             |             |  |
|                | Nathalie Laillet             | GÉ             | 0            | 0            |             |             |  |
|                |                              |                |              |              |             |             |  |
| Inscrits       | Inscrits                     | Inscrits       | 67 734       | 100,00       | 67 724      | 100,00      |  |
| Abstentions    | Abstentions                  | Abstentions    | 22 720       | 33,54        | 19 635      | 28,99       |  |
| Votants        | Votants                      | Votants        | 45 014       | 66,46        | 48 089      | 71,01       |  |
| Blancs et nuls | Blancs et nuls               | Blancs et nuls | 1 728        | 3,84         | 2 406       | 5           |  |
| Exprimés       | Exprimés                     | Exprimés       | 43 286       | 96,16        | 45 683      | 95          |  |

#### Huitième circonscription (Yerres)
| Candidat                     | Candidat                  | Parti                | Premier tour | Premier tour | Second tour | Second tour |  |
| Candidat                     | Candidat                  | Parti                | Voix         | %            | Voix        | %           |  |
| ---------------------------- | ------------------------- | -------------------- | ------------ | ------------ | ----------- | ----------- |  |
|                              | Nicolas Dupont-Aignan élu | RPR                  | 13 098       | 30,16        | 22 848      | 50,10       |  |
|                              | Michel Berson sortant     | PS                   | 12 395       | 28,54        | 22 759      | 49,90       |  |
|                              | Patrick Mignon            | FN                   | 6 624        | 15,25        |             |             |  |
|                              | Lucien Lagrange           | PCF                  | 3 982        | 9,17         |             |             |  |
|                              | Dominique Chemla          | Les Verts            | 1 799        | 4,14         |             |             |  |
|                              | Ghyslaine Degrave         | GÉ                   | 1 216        | 2,80         |             |             |  |
|                              | Joël Brossat              | LO                   | 1 191        | 2,74         |             |             |  |
|                              | Catherine Merceron        | LDI (MPF)            | 1 124        | 2,59         |             |             |  |
|                              | Jean-Marc Marty           | MÉI                  | 560          | 1,29         |             |             |  |
|                              | Cécile Lucas              | Divers gauche (US4J) | 451          | 1,04         |             |             |  |
|                              | Pierrick Roulette         | LCR                  | 366          | 0,84         |             |             |  |
|                              | Patrice Finel             | Divers gauche (IR)   | 296          | 0,68         |             |             |  |
|                              | José Amar                 | Divers gauche        | 331          | 0,76         |             |             |  |
|                              |                           |                      |              |              |             |             |  |
| Inscrits                     | Inscrits                  | Inscrits             | 68 224       | 100,00       | 68 222      | 100,00      |  |
| Abstentions                  | Abstentions               | Abstentions          | 23 221       | 34,04        | 20 260      | 29,7        |  |
| Votants                      | Votants                   | Votants              | 45 003       | 65,96        | 47 962      | 70,3        |  |
| Blancs et nuls               | Blancs et nuls            | Blancs et nuls       | 1 570        | 3,49         | 2 355       | 4,91        |  |
| Exprimés                     | Exprimés                  | Exprimés             | 43 433       | 96,51        | 45 607      | 95,09       |  |
| Source : Assemblée nationale |                           |                      |              |              |             |             |  |

#### Neuvième circonscription (Draveil)
| Candidat                     | Candidat                   | Parti                | Premier tour | Premier tour | Second tour | Second tour |  |
| Candidat                     | Candidat                   | Parti                | Voix         | %            | Voix        | %           |  |
| ---------------------------- | -------------------------- | -------------------- | ------------ | ------------ | ----------- | ----------- |  |
|                              | Georges Tron sortant réélu | RPR                  | 13 022       | 30,17        | 22 900      | 50,80       |  |
|                              | Thierry Mandon             | PS                   | 11 818       | 27,38        | 22 183      | 49,20       |  |
|                              | Sophie Lespagnon           | FN                   | 7 280        | 16,87        |             |             |  |
|                              | Michel Soubiran            | PCF                  | 3 492        | 8,09         |             |             |  |
|                              | Didier Chastanet           | Les Verts            | 2 040        | 4,73         |             |             |  |
|                              | Michel Crémey              | LO                   | 1 349        | 3,13         |             |             |  |
|                              | Marcel Ribes               | LDI (MPF)            | 1 289        | 2,99         |             |             |  |
|                              | Jacques Laïk               | GÉ                   | 1 208        | 2,80         |             |             |  |
|                              | Joëlle Penochet            | MÉI                  | 716          | 1,66         |             |             |  |
|                              | Benoît Vienot              | Divers gauche (US4J) | 583          | 1,35         |             |             |  |
|                              | Jérôme Poudrille           | Divers gauche (IR)   | 364          | 0,84         |             |             |  |
|                              |                            |                      |              |              |             |             |  |
| Inscrits                     | Inscrits                   | Inscrits             | 67 449       | 100,00       | 67 441      | 100,00      |  |
| Abstentions                  | Abstentions                | Abstentions          | 22 623       | 33,54        | 19 771      | 29,32       |  |
| Votants                      | Votants                    | Votants              | 44 826       | 66,46        | 47 670      | 70,68       |  |
| Blancs et nuls               | Blancs et nuls             | Blancs et nuls       | 1 665        | 3,71         | 2 587       | 5,43        |  |
| Exprimés                     | Exprimés                   | Exprimés             | 43 161       | 96,29        | 45 083      | 94,57       |  |
| Source : Assemblée nationale |                            |                      |              |              |             |             |  |

#### Dixième circonscription (Sainte-Geneviève-des-Bois)
| Candidat                     | Candidat                  | Parti                 | Premier tour | Premier tour | Second tour | Second tour |  |
| Candidat                     | Candidat                  | Parti                 | Voix         | %            | Voix        | %           |  |
| ---------------------------- | ------------------------- | --------------------- | ------------ | ------------ | ----------- | ----------- |  |
|                              | Julien Dray sortant réélu | PS (PRG)              | 10 549       | 30,41        | 20 742      | 58,55       |  |
|                              | Antoine Charrin           | UDF (PR)              | 7 839        | 22,60        | 14 682      | 41,45       |  |
|                              | Claude Vazquez            | PCF                   | 5 957        | 17,17        |             |             |  |
|                              | Michel de Rostolan        | FN                    | 5 854        | 16,88        |             |             |  |
|                              | Gérard Pociecka           | Extrême gauche (SÉGA) | 1 292        | 3,72         |             |             |  |
|                              | Roland Hautin             | LO                    | 1 046        | 3,02         |             |             |  |
|                              | Thierry Claudel           | LDI (MPF)             | 1 027        | 2,96         |             |             |  |
|                              | Marie-Hélène Larrouturou  | Divers gauche (US4J)  | 420          | 1,21         |             |             |  |
|                              | Daniel Schapira           | Extrême gauche (PT)   | 213          | 0,61         |             |             |  |
|                              | Véronique Jaillette       | Divers (PLN)          | 172          | 0,50         |             |             |  |
|                              | Patrick Zind              | Divers gauche (IR)    | 122          | 0,35         |             |             |  |
|                              | Serge Petipermon          | MDR                   | 115          | 0,33         |             |             |  |
|                              | Youssouf Chotia           | Sans étiquette        | 83           | 0,24         |             |             |  |
|                              | Annie Hartmann            | GÉ                    | 0            | 0,00         |             |             |  |
|                              |                           |                       |              |              |             |             |  |
| Inscrits                     | Inscrits                  | Inscrits              | 55 746       | 100,00       | 55 732      | 100,00      |  |
| Abstentions                  | Abstentions               | Abstentions           | 19 507       | 34,99        | 18 082      | 32,44       |  |
| Votants                      | Votants                   | Votants               | 36 239       | 65,01        | 37 650      | 67,56       |  |
| Blancs et nuls               | Blancs et nuls            | Blancs et nuls        | 1 550        | 4,28         | 2 226       | 5,91        |  |
| Exprimés                     | Exprimés                  | Exprimés              | 34 689       | 95,72        | 35 424      | 94,09       |  |
| Source : Assemblée nationale |                           |                       |              |              |             |             |  |